# Diospyros monbuttensis
Espèce
Diospyros monbuttensis est une espèce de plantes à fleurs de la famille des Ebenaceae et du genre Diospyros. C'est un arbuste ou un petit arbre présent en Afrique tropicale.
Son épithète spécifique monbuttensis fait référence au pays des Mangbetu (ou Monbuttu), une population d'Afrique centrale vivant au nord-est de l'actuelle république démocratique du Congo, où le botaniste allemand Georg August Schweinfurth la découvrit le 12 avril 1870, au bord de l'Uele (Welle).

## Description
C'est un arbuste ou petit arbre, d'une hauteur de 10 m, avec un tronc très cannelé, une écorce lisse brun-pourpre, des branches portant de grandes épines acérées. Les fleurs, à corolle blanc crème sont odorantes. À maturité, les fruits sont jaunes ou orangés.

## Distribution
L'espèce est présente en Afrique tropicale, de la Côte d'Ivoire jusqu'au sud du Nigeria et vers le nord de la république démocratique du Congo.

## Habitat
Très commune, on la rencontre dans les sous-bois des forêts denses semi-décidues, dans les forêts galeries, les jachères, les savanes, les fourrés,.

## Utilisation
Le bois est dur, dense et résistant. On s'en sert pour faire des cannes, des manches d'outils, des chevrons. On utilise aussi les branches flexibles pour confectionner des pièges.
Différentes parties de la plante sont utilisées en médecine traditionnelle pour traiter la lèpre, les douleurs d'estomac, les œdèmes, la varicelle, les poussées dentaires chez les enfants.